# Exposição Feira Agropecuária e Industrial de Cascavel
A Exposição Feira Agropecuária e Industrial de Cascavel - Expovel Internacional, é uma feira anual realizada no município paranaense de Cascavel, sempre no mês de novembro, e que atrai cerca de duzentos mil visitantes a cada edição.
O evento, promovido pela Sociedade Rural do Oeste do Paraná, visa os setores do agronegócio, indústria e comércio, é realizado no Parque de Exposições Celso Garcia Cid.
Traz como atrações exposição de maquinários e animais, leilões, difusão de tecnologias de produção, shows artísticos, rodeios, parque de diversão e gastronomia.
A partir da edição de 2016, foi dado ênfase ao aspecto de feira, com a redução no número de dias e o fim da cobrança de ingressos para acesso ao parque de exposições, shows e rodeios, o que resultou no aumento do faturamento e de público.